# Alain Junior Ollé Ollé
Pour les articles homonymes, voir Ollé (homonymie).
Alain Junior Ollé Ollé est un footballeur camerounais né le 11 avril 1987 à Douala et évoluant au poste de milieu de terrain.

## Palmarès
SC Fribourg
- Champion de 2.Bundesliga (1) : 2009